# کوهلریا
کوهلریا سرده‌ای از گیاهان گلدار بر جدید از تیرۀ جسنریان است.        